# Sparta Prag
Sparta Prag (češ.: AC Sparta Praha) je češki nogometni klub iz Praga. 
Sparta je, s deset osvojenih naslova državnog prvaka, najuspješniji češki klub svih vremena, te su dugo godina njeni igrači bila "baza" češke nogometne reprezentacije. Klub je osnovan 1893. godine pod imenom Athletic Club Královské Vinohrady.  Svoje domaće utakmice igra na stadionu AXA Arena. 

## Trofeji
- Mitropa kup
  - Pobjednici (3): 1927., 1935., 1964.
- Prva češka nogometna liga
  - Prvaci (14): 1994., 1995., 1997., 1998., 1999., 2000., 2001., 2003., 2005., 2007., 2010., 2014., 2023., 2024.
- Čehoslovačka prva liga
  - Prvaci (24): 1912., 1919., 1922., 1926., 1927., 1932., 1936., 1938., 1939., 1944., 1946., 1948., 1952., 1954., 1965., 1967., 1984., 1985., 1987., 1988., 1989., 1990., 1991., 1993.
- Češki nogometni kup
  - Pobjednici (8): 1996., 2004., 2006., 2007., 2008., 2014., 2020., 2024.
- Čehoslovački nogometni kup
  - Pobjednici (12): 1909., 1943., 1944., 1946., 1964., 1972., 1976., 1980., 1984., 1988., 1989., 1992.

## Poznati igrači
- Petr Čech
- Zdeněk Grygera
- Jan Koller
- Pavel Nedvěd
- Oldřich Nejedlý
- Karel Poborský
- Tomáš Rosický
- Tomáš Ujfaluši
- Wilfried Bony
- Juraj Kucka

## Vanjske poveznice
- Službena stranica